# Diagnose Boreout
Diagnose Boreout ist ein im März 2007 erschienenes Buch, in dem die Autoren Philippe Rothlin und Peter R. Werder unter der neugeschaffenen Bezeichnung Boreout eine Theorie zum Thema Unzufriedenheit mit dem eigenen Arbeitsplatz infolge von Langeweile vorstellen. Das Buch wurde im Rahmen der Frankfurter Buchmesse für zwei deutsche Wirtschaftsbuchpreise nominiert. Basis der Theorie sind die Studien von Dan Malachowski, The Gallup Organisation und Kelly Services. Ein Kritiker bezeichnet die Theorie als Hoax, dessen Ziel es ist, etwas völlig Normales als krankhafte Erscheinung darzustellen.

## Hintergrund der beschriebenen Problematik

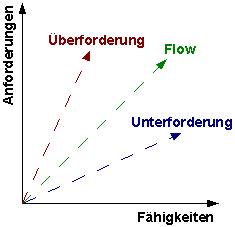
Das Zusammenspiel von Anforderungen und Fähigkeiten führt je nach Verhältnis zu Überforderung, Unterforderung oder Flow.

Bei dauerhafter Fehlbelastung geht bekanntermaßen zumeist das lustbetonte Gefühl des völligen Aufgehens in einer Tätigkeit (auch als Flow bezeichnet) verloren. Abgeleitet vom Yerkes-Dodson-Gesetz kann dafür außer Überlastung, die zu einem Burnout-Syndrom führen kann, auch Unterforderung (beispielsweise infolge einer ungeeigneten Berufswahl oder eines unpassenden Arbeitsumfeldes) ursächlich sein. Mögliche Folgeerscheinungen von Unterforderung sind – ähnlich denen bei Überforderung – Müdigkeit, Lustlosigkeit, Gereiztheit und Frustration, bis hin zu Anzeichen einer krankhaften Depression.

## Zuschreibungen zum Boreout
Der sogenannte Boreout wird von den Autoren, als Gegenstück zum Burnout, mit folgenden Zuordnungen beschrieben:
Er besteht aus den Elementen Unterforderung, Desinteresse und Langeweile. Hinzu kommen Verhaltensstrategien, die helfen sollen, bei der Arbeit beschäftigt zu wirken, obwohl dies gar nicht der Fall ist. Personen, die einen Boreout haben, sind mit ihrer Situation am Arbeitsplatz unzufrieden. Paradoxerweise verlängern sie diesen Zustand der Unzufriedenheit mit den erwähnten Strategien, anstatt ihre Situation zu analysieren und Schritte zur Verbesserung einzuleiten. Der Boreout ist nicht das Gleiche wie Faulheit. Wer einen Boreout hat, der möchte arbeiten, sucht Herausforderung und Anerkennung. Vielmehr wird ein vom Boreout Betroffener faul gemacht, etwa weil sein Vorgesetzter ihm keine oder nur langweilige Aufgaben überträgt. Innerhalb einer Arbeitsgruppe können auch gleichzeitig Burnout und Boreout auftreten, denn wenn ein Teil der Gruppe sämtliche Arbeiten für sich beansprucht und sich damit überfordert, fühlen sich die übrigen Gruppenmitglieder unterfordert. 

### Grundelemente

#### Unterforderung
Einerseits kann ein Arbeitnehmer quantitativ unterfordert sein: Er bekommt nicht genug Arbeit. Andererseits kann er qualitativ unterfordert sein: In diesem Fall bekommt er nicht genug spannende und herausfordernde Arbeit (wenn er zum Beispiel nur die einfachsten Dinge erledigen darf, also für seine Stelle überqualifiziert ist). Unterforderung beschreibt also das Gefühl, mehr leisten zu können, als von einem gefordert wird.

#### Desinteresse
Beim Desinteresse steht die fehlende Identifikation entweder mit dem Unternehmen oder mit der Branche, in der man tätig ist, im Vordergrund. Man verliert das Interesse an seinen Aufgaben. Die Aufgaben und die Probleme des Unternehmens werden für den Arbeitnehmer völlig irrelevant, sie sind ihm gleichgültig.

#### Langeweile
Bei der Langeweile geht es um Lustlosigkeit und um einen Zustand der Ratlosigkeit, bis hin zur Verzweiflung, weil man nicht weiß, was man tun soll, weil es nichts zu tun gibt.

### Boreoutstrategien
Die im Buch beschriebenen Boreoutstrategien sollen helfen, bei der Arbeit beschäftigt und ausgelastet zu wirken, denn während jemand, der unter Burnout leidet, tatsächlich belastenden Stress erlebt, täuschen unterforderte Arbeitnehmer dies nur vor. Die Strategien haben folgende Ziele: 
1. sich zusätzliche Arbeit vom Leibe zu halten
2. zu freier Zeit für sich selber am Arbeitsplatz zu kommen
3. den Job nicht zu verlieren.

### Boreoutparadoxon
Wer einen Boreout hat, ist unzufrieden mit seiner Situation am Arbeitsplatz, da er zu wenig leisten kann und keine Anerkennung erhält. Paradoxerweise erhält er diesen Zustand der Unzufriedenheit mit Strategien am Leben, da er mit der Zeit die Energie verliert, um die Situation zu ändern.
Ferner kann Boreout dazu führen, dass der betroffene Arbeitnehmer durch seine Lustlosigkeit und sein Desinteresse die einfachen Aufgaben (die häufig zu Unterforderung und damit dem Problem führen), die er zu tun bekommt, nicht in zufriedenstellendem Maße erfüllt. Daher schließen beispielsweise Vorgesetzte, dass ein Arbeitnehmer, der bereits bei der Erledigung einfacher Tätigkeiten Defizite aufweist, auch nicht in der Lage sein kann, komplexere Aufgaben zu bewältigen. Laut Experten betrifft dies genau jene Arbeitnehmer, die besonders leistungsbereit sind, was höher gestellte Aufgaben betrifft.